# Église Saint-Élie de Niševac
Pour les articles homonymes, voir Église Saint-Élie.
L'église Saint-Élie de Niševac (en serbe cyrillique : Црква Св. Илије у Нишевцу ; en serbe latin : Crkva Sv. Ilije u Niševcu) est une église orthodoxe serbe serbe située à Niševac, dans la municipalité de Svrljig et dans le district de Nišava en Serbie. Elle est inscrite sur la liste des monuments culturels protégés de la république de Serbie (no SK 775),,,. 

## Présentation
L'église est située au pied du mont Bogdanica, au nord du village de Niševac,. Un recensement ottoman, compilé entre 1478 et 1481, mentionne la présence du pope Valčin et de son frère Radoslav dans le village ; ces données attestent l'existence d'un lieu de culte à cet endroit au XVe siècle, ; reste que l'église actuelle a été érigée à la fin du XIXe siècle ou au début du XXe siècle, sans doute en 1890, sur le site d'un édifice remontant à 1840,. Elle a été rénovée et reconsacrée en 2003.
Elle fait partie d'un ensemble classé constitué, en plus de l'église elle-même, d'une maison paroissiale, avec une cuisine hongroise et deux logements ; le cimetière alentour est entouré d'un mur en pierres sèches,.
De plan rectangulaire, l'église, construite en pierres de taille et peinte en blanc, se compose d'une nef unique prolongée par une grande abside demi-circulaire. La décoration de la façade se limite à des briques empilées radialement autour des fenêtres, qui, comme les portails, sont cintrées. À l'intérieur, l'abside est encadrée au nord et au sud par deux évidements peu profonds destinés à la proscomidie et au diakonikon ; sur le mur nord, une plaque à la mémoire des morts lors des guerres de 1912 à 1919 a été apposée,.
Par son style, l'église offre un exemple significatif d'architecture sacrée et d'architecture populaire à la fin du XIXe siècle et au début du XXe siècle.